# Linux (jezgra)
Jezgra Linuxa jezgra je istoimenog operacijskog sustava.

## Nazivlje
Linux (ponekad GNU/Linux) naziv je operacijskog sustava, ali to ime prvo je dobila jezgra operacijskog sustava nastalog 1991. godine. U to vrijeme već je postojao GNU projekt, koji je stvorio slobodne inačice programa koji su standardni dio Unix operacijskih sustava, ali GNU projekt nije još do kraja razvio slobodnu jezgru operacijskog sustava (vidi: GNU Hurd), tako da je netko tko je tada htio imati računalo pod Unixom, morao je kupiti računalo i operacijski sustav, jer još nije postojao slobodni cjeloviti operacijski sustav.
Programeri su brzo prihvatili slobodnu Linux jezgru, te su se prve Linux distribucije pojavile između 1991. i 1993. godine, na disketama, koje su bile cjeloviti slobodni operacijski sustav, mogli ste ih besplatno kopirati, ako ste ih htjeli kupiti, obično je trebalo platiti samo cijenu disketa, dakle medija na kojima se nalazi operacijski sustav. 
Osnovni dio distribucija činio je Linux - jezgra i GNU programi kao nadgradnja, na koje su s vremenom dodavani i drugi slobodni programi ili programi otvorenoga kôda, koji nisu nužno bili dio operacijskoga sustava, ali koji čine računalo s njima funkcionalnim za svakodnevni rad bez dodatnih instalacija, npr. vrlo je brzo dodan sustav uredskih alata (OpenOffice, danas najčešće LibreOffice).